# Roquefort-les-Pins
Roquefort-les-Pins ist eine Gemeinde im Südosten Frankreichs im Département Alpes-Maritimes (06) der Region Provence-Alpes-Côte d’Azur mit 7284 Einwohnern (Stand 1. Januar 2022). Sehenswert ist das Schloss, das noch aus Römerzeiten stammt, in dem sich die Bewohner gegen die feindlichen Truppen von Saint-Paul-de-Vence verteidigt haben.
Die Kommune ist Mitglied im Gemeindeverband Sophia Antipolis.

## Bevölkerungsentwicklung
| Jahr                       | 1962 | 1968 | 1975 | 1982 | 1990 | 1999 | 2007 | 2016 |
| Einwohner                  | 1123 | 1575 | 2507 | 3432 | 4714 | 5239 | 6175 | 6695 |
| Quellen: Cassini und INSEE |      |      |      |      |      |      |      |      |

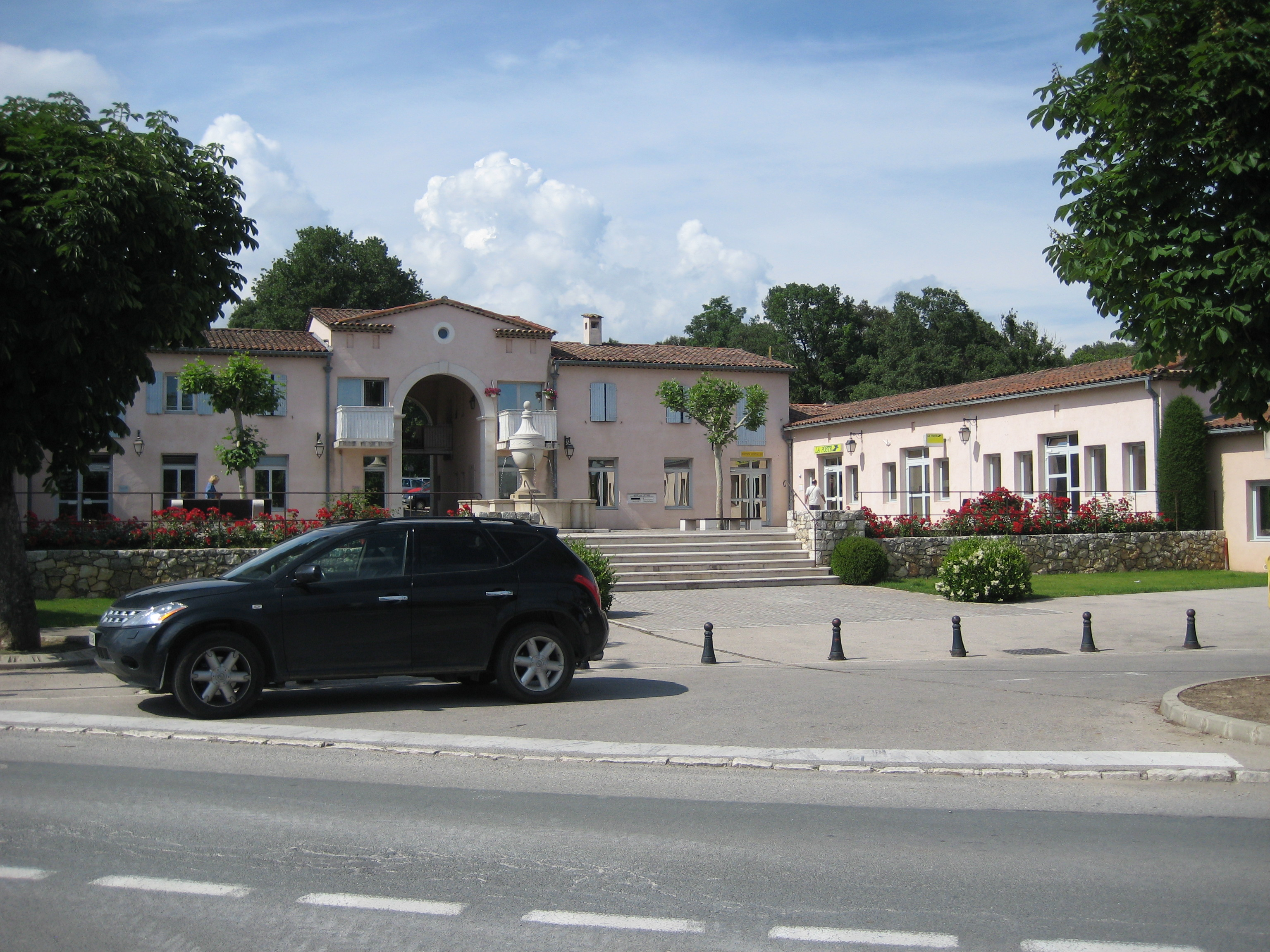
Stadtzentrum
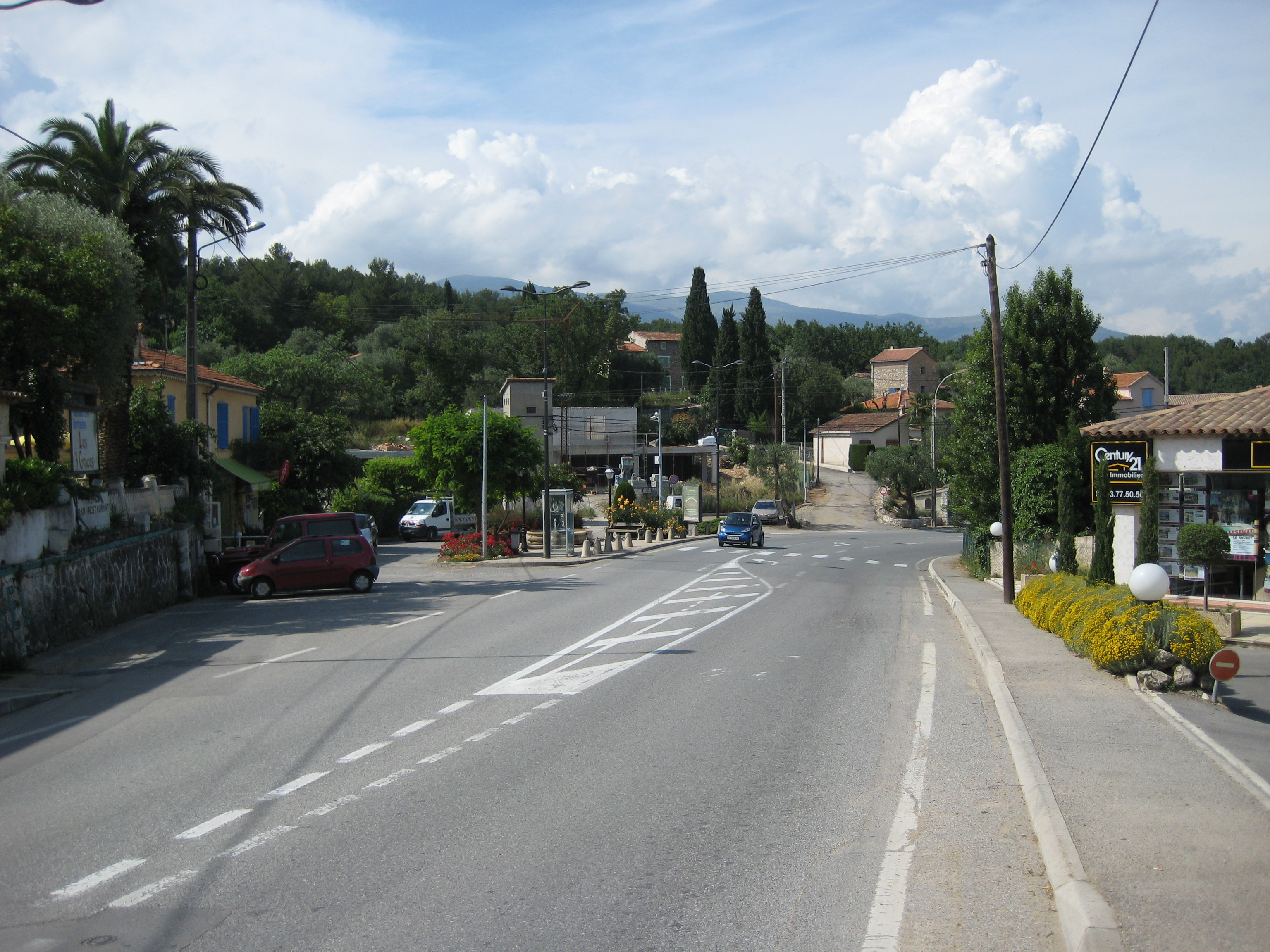
Hauptstraße
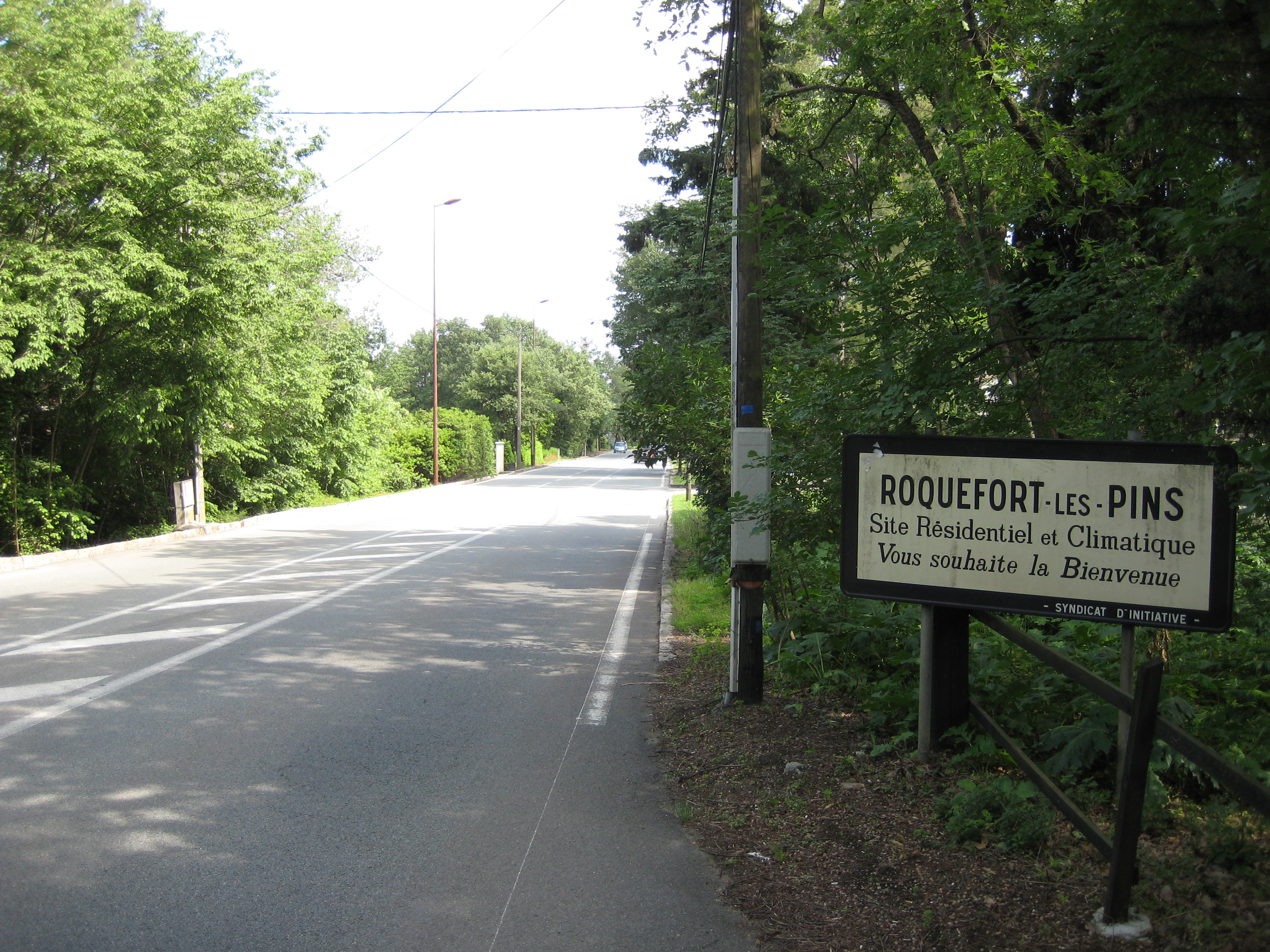
Ortseingang